# Triebenberg

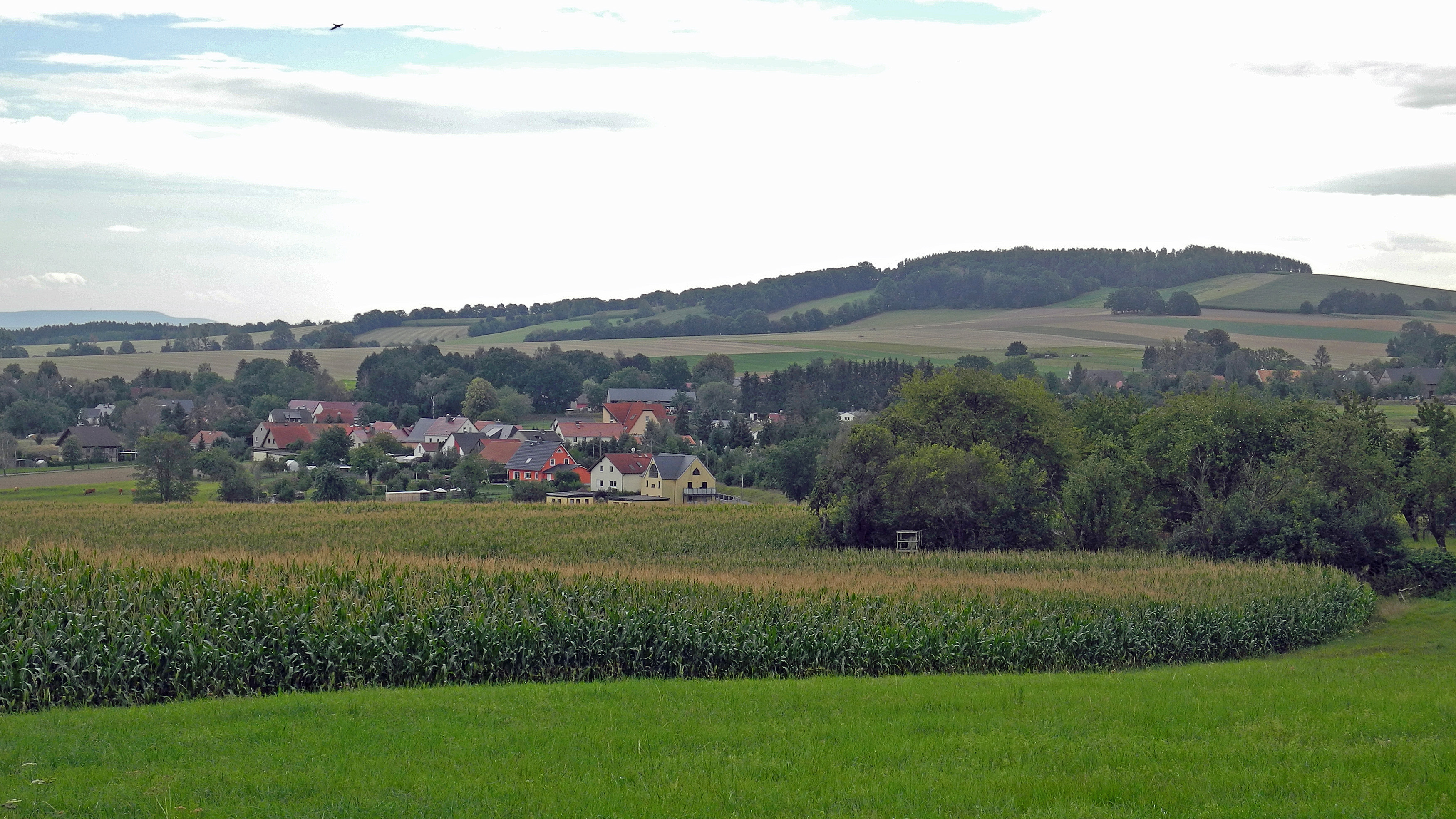
Blick von Norden (Schullwitz)

Der Triebenberg ist ein 383 m ü. NHN hoher, wenig markanter Berg im Schönfelder Hochland in Sachsen. Seit der Eingemeindung von Schönfeld-Weißig stellt der Triebenberg die höchste Erhebung im Stadtgebiet von Dresden dar.

## Lage und Umgebung
Er befindet sich knapp 15 km östlich der Stadtmitte, etwa 1,5 km östlich von Reitzendorf. Seine oberste Kuppe ist bewaldet, die Hänge werden landwirtschaftlich genutzt. In der DDR-Zeit befand sich auf dem Gipfelplateau, gut getarnt hinter einem Kiefernwald, ein sowjetischer Militärposten. Noch heute führt eine Betonpiste bis hinunter zum Freigut Eschdorf. Nach dem Abzug der russischen Armee aus Deutschland 1994 befand sich bis 2017 auf dem Triebenberg eine Außenstelle der Technischen Universität (TU) Dresden.

### Triebenberg-Labor
Auf dem Berg befand sich bis September 2017 ein Speziallabor für höchstauflösende Elektronenmikroskopie und Elektronenholographie des Instituts für Strukturphysik der TU Dresden (ISP). Der Ort für dieses Labor wurde aufgrund seiner Abgelegenheit und der daraus folgenden Freiheit von elektromagnetischen Störungen gewählt, die die Mikroskopie sonst beeinträchtigen könnten. Die Schließung des Labors und der angeschlossenen Sternwarte erfolgte letztendlich im Oktober 2017.

### Observatorium
Am 18. Juli 2007 wurde eine Sternwarte der TU Dresden wegen der relativ geringen Licht- und Luftverschmutzung auf dem Gelände der TUD-Außenstelle Triebenberg eröffnet. Sie war mit modernster Beobachtungstechnik ausgestattet, zum Beispiel zur Bestimmung von astrometrischen Positionen von Asteroiden auf ihrer Bahn um die Sonne. Hauptinstrument war ein Spiegelteleskop (60 cm, f/4, Newton-Bauweise) mit astronomischer CCD-Kamera (16 Megapixel). Nach nur 10 Jahren wurde die mit großem Aufwand errichtete Beobachtungsstation im Oktober 2017 geschlossen und die Teleskoptechnik versteigert.
Visuelle Beobachtungen waren nicht mehr möglich, dafür stand der TU Dresden bis 2018 und steht ab 2024 das Lohrmann-Observatorium am Beyer-Bau im Hauptcampus zur Verfügung.

## Wege zum Gipfel
- Der Triebenberg liegt am Schönfeld-Weißiger Bergweg.
- Er ist vom nordöstlich gelegenen Eschdorf oder über eine Fahrstraße vom südwestlich gelegenen Zaschendorf aus erreichbar.

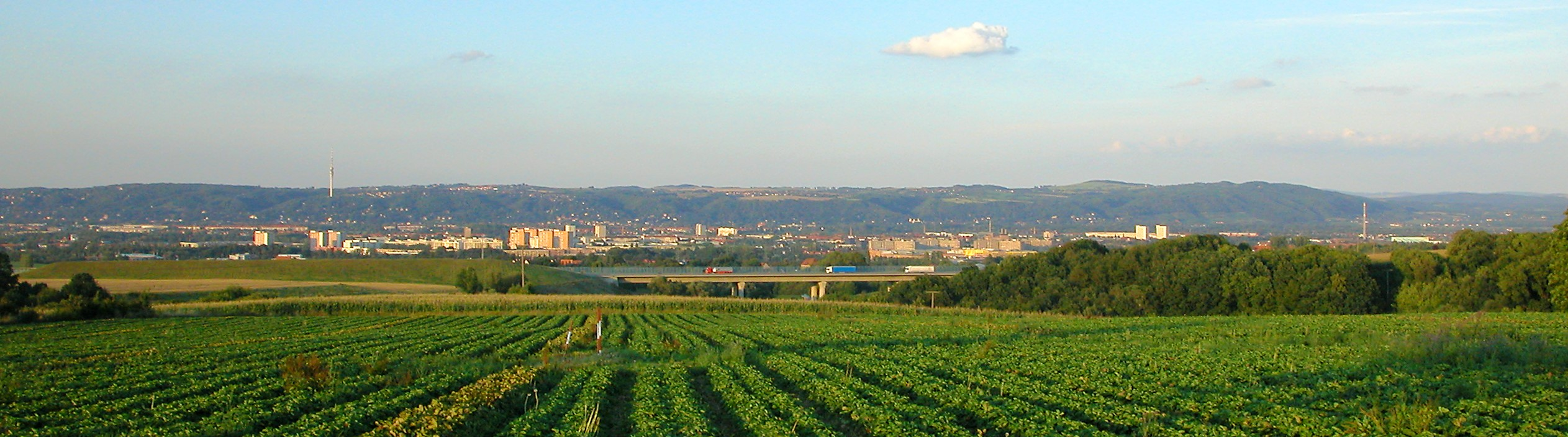
Blick von Südwesten (Gaustritz) über den Osten von Dresden mit dem Triebenberg im Hintergrund etwa 1/3 von rechts
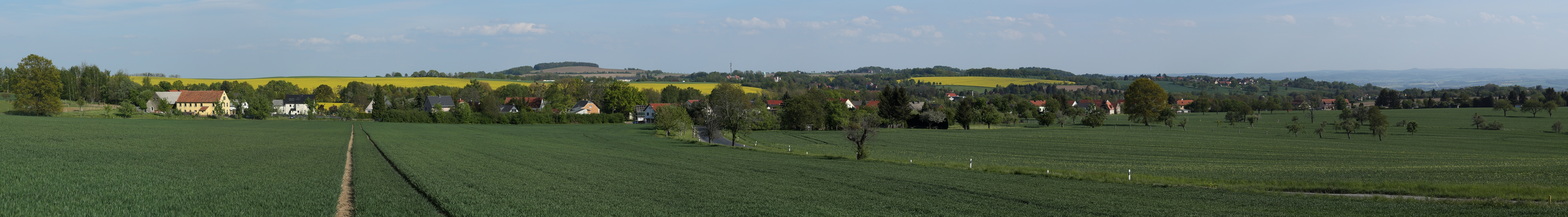
Blick von Westen (Gönnsdorf), Triebenberg etwa 1/3 von links